# 글로컬대학 30
글로컬대학 30은 세계적인 대학, 지역 중심적인 대학을 위한 대한민국 윤석열 정부의 대학 육성 정책이다. 비수도권 대학을 적극적으로 육성하여 비수도권 대학의 경쟁력을 강화하기 위한 방법으로, 대한민국 교육부에서 30개교를 지정하여 지원한다.

## 지정 대상
글로컬대학 30은 대한민국 「고등교육법」 제2조 중 제1호(대학), 제2호(산업대학), 제3호(교육대학), 제4호(전문대학)에 해당하는 학교 중 대학의 본부(본교캠퍼스)가 서울특별시와 인천광역시, 경기도에 소재하지 않은 학교를 대상으로 한다.

### 제외
지정대상 외에 해당하는 방송통신대학, 사이버대학, 기술대학, 각종학교 등은 대상에서 제외한다. 한편, 조문에 해당함에도 교육당국의 정책 상 아래 해당하는 대학은 지정 대상에 지원할 수 없다.
| 분류                                   | 구분 | 목록 |
| -------------------------------------- | ---- | --- |
| 특별법법인                             | 국립 | 광주과학기술원 · 대구경북과학기술원 · 울산과학기술원 · 한국과학기술원 · 한국에너지공과 |
| 일반재정지원 미선정 (대학기본역량진단) | 공립 | 전남도립 |
| 일반재정지원 미선정 (대학기본역량진단) | 사립 | 가야 · 가톨릭관동 · 강동 · 강릉영동 · 경북과학 · 강원관광 · 경주 · 고구려 · 광양보건 · 극동 · 금강 · 기독간호 · 김천대 · 대구공업 · 대구예술 · 대덕 · 대신 · 동강 · 동아보건 · 동양 · 두원공과 · 부산예술 · 부산장신 · 상지 · 성운 · 세경 · 세한 · 송곡 · 송호 · 수성 · 영남외국어대학 · 예원예술 · 웅지세무 · 위덕 · 유원 · 전주기전대학 · 제주국제 · 중원 · 창원문성 · 한국골프 · 한국국제 · 한일장신 · 혜전 · 호산 |

## 2023년 지정
대한민국 교육부는 2023년 10개 대학을 지정한다. 이를 위하여 각 대학으로부터 5월 31일까지 신청을 받았다. 이어 6월 20일, 15개 대학에 대하여 예비 지정 글로컬대학을 발표하였고, 11월 13일에 본지정 대학을 발표하였다.
| #  | 학교               | 구분 | 설립 | 학제     | 위치 |
| -- | ------------------ | ---- | ---- | -------- | ---- |
| 1  | 강원대학교         | 통합 | 국립 | 대학     | 강원 |
| 1  | 국립강릉원주대학교 | 통합 | 국립 | 대학     | 강원 |
| 2  | 경상국립대학교     | 단독 | 국립 | 대학     | 경남 |
| 3  | 부산대학교         | 통합 | 국립 | 대학     | 부산 |
| 3  | 부산교육대학교     | 통합 | 국립 | 교육대학 | 부산 |
| 4  | 국립순천대학교     | 단독 | 국립 | 대학     | 전남 |
| 5  | 국립안동대학교     | 통합 | 국립 | 대학     | 경북 |
| 5  | 경북도립대학교     | 통합 | 공립 | 전문대학 | 경북 |
| 6  | 울산대학교         | 단독 | 사립 | 대학     | 울산 |
| 7  | 전북대학교         | 단독 | 국립 | 대학     | 전북 |
| 8  | 충북대학교         | 통합 | 국립 | 대학     | 충북 |
| 8  | 한국교통대학교     | 통합 | 국립 | 대학     | 충북 |
| 9  | 포항공과대학교     | 단독 | 사립 | 대학     | 경북 |
| 10 | 한림대학교         | 단독 | 사립 | 대학     | 강원 |

### 예비 지정
| #  | 학교                  | 구분 | 설립 | 학제     | 위치                          |
| -- | --------------------- | ---- | ---- | -------- | ----------------------------- |
| 1  | 강원대학교            | 공동 | 국립 | 대학     | 삼척·춘천                     |
| 1  | 강릉원주대학교        | 공동 | 국립 | 대학     | 강릉·원주                     |
| 2  | 경상국립대학교        | 단독 | 국립 | 대학     | 진주·통영·창원                |
| 3  | 부산대학교            | 공동 | 국립 | 대학     | 부산·양산·밀양                |
| 3  | 부산교육대학교        | 공동 | 국립 | 교육대학 | 부산                          |
| 4  | 순천대학교            | 단독 | 국립 | 대학     | 순천                          |
| 5  | 순천향대학교          | 단독 | 사립 | 대학     | 아산                          |
| 6  | 안동대학교            | 공동 | 국립 | 대학     | 안동                          |
| 6  | 경북도립대학교        | 공동 | 공립 | 전문대학 | 예천                          |
| 7  | 연세대학교 미래캠퍼스 | 단독 | 사립 | 분교     | 원주                          |
| 8  | 울산대학교            | 단독 | 사립 | 대학     | 울산                          |
| 9  | 인제대학교            | 단독 | 사립 | 대학     | 김해·부산                     |
| 10 | 전남대학교            | 단독 | 국립 | 대학     | 광주·여수·화순                |
| 11 | 전북대학교            | 단독 | 국립 | 대학     | 전주·익산·고창·군산·완주·정읍 |
| 12 | 충북대학교            | 공동 | 국립 | 대학     | 청주                          |
| 12 | 한국교통대학교        | 공동 | 국립 | 대학     | 충주·증평·의왕                |
| 13 | 포항공과대학교        | 단독 | 사립 | 대학     | 포항                          |
| 14 | 한동대학교            | 단독 | 사립 | 대학     | 포항                          |
| 15 | 한림대학교            | 단독 | 사립 | 대학     | 춘천                          |

## 2024년 지정
대한민국 교육부는 2023년에 이어 2024년도 10개 대학을 지정한다. 1기(2023년) 지정 대학을 제외한 109개교, 65건의 신청서를 2024년 3월 22일까지 접수하였다.2024년 4월 16일 예비 지정 글로컬대학을 발표하고, 8월 18일, 본지정 대학을 발표하였다.
| #  | 학교             | 구분 | 설립 | 학제     | 위치 |
| -- | ---------------- | ---- | ---- | -------- | ---- |
| 1  | 건양대학교       | 단독 | 사립 | 대학     | 충남 |
| 2  | 경북대학교       | 단독 | 국립 | 대학     | 대구 |
| 3  | 국립목포대학교   | 단독 | 국립 | 대학     | 전남 |
| 4  | 국립창원대학교   | 통합 | 국립 | 대학     | 경남 |
| 4  | 경남도립거창대학 | 통합 | 공립 | 전문대학 | 경남 |
| 4  | 경남도립남해대학 | 통합 | 공립 | 전문대학 | 경남 |
| 4  | 한국승강기대학교 | 연합 | 사립 | 전문대학 | 경남 |
| 5  | 동서대학교       | 연합 | 사립 | 대학     | 부산 |
| 5  | 동아대학교       | 연합 | 사립 | 대학     | 부산 |
| 6  | 광주보건대학교   | 연합 | 사립 | 전문대학 | 광주 |
| 6  | 대구보건대학교   | 연합 | 사립 | 전문대학 | 대구 |
| 6  | 대전보건대학교   | 연합 | 사립 | 전문대학 | 대전 |
| 7  | 대구한의대학교   | 단독 | 사립 | 대학     | 경북 |
| 8  | 원광대학교       | 통합 | 사립 | 대학     | 전북 |
| 8  | 원광보건대학교   | 통합 | 사립 | 전문대학 | 전북 |
| 9  | 인제대학교       | 단독 | 사립 | 대학     | 경남 |
| 10 | 한동대학교       | 단독 | 사립 | 대학     | 경북 |